# SMILE PRINCESS BEST FACE OFF
『SMILE PRINCESS BEST FACE OFF』（スマイルプリンセス ベストフェイスオフ）は、SMILE PRINCESSの1枚目のアルバム。Digital Doubleより2022年8月24日に発売された。

## 解説
2021年放送のアニメ『プラオレ!〜PRIDE OF ORANGE〜』の出演者7名により結成された声優ユニット・SMILE PRINCESSのファーストアルバム。
アニメ主題歌でデビューシングルの「ファイオー・ファイト!」を始め、2022年3月21日に江戸川区総合文化センターで開催した「SMILE PRINCESS 1st LIVE フェイスオフ！」で初めて披露した内部ユニット3組の楽曲を収録。また、アニメ第1話の冒頭で使用されブルーレイ限定版特典となっていた「ハレのち、ドリーみんぐっ！○」を市販音源で初めて収録した。

## ユニット編成
- 「ファイオー・ファイト!」「ハレ、のちドリーミンぐっ!○」「be Cute」「VICTORY SUNRISE」

フルメンバー。増田里紅（水沢愛佳役）、本郷里実（清瀬優役）、相良茉優（水沢彩佳役）、北守さいか（鷺沼梨子役）、汐入あすか（高木尚実役）、森山由梨佳（柳田薫子役）、青山吉能（小野真美役）の7名。
- 「period」

増田（愛佳）、本郷（優）、相良（彩佳）、北守（梨子）、汐入（尚実）、森山（薫子）の6名。青山（真美）が含まれないのは、アニメの第3話で転居によりチームを離れてからの第6話で使用された挿入歌のため。

### 内部ユニット
「1st LIVE フェイスオフ！」で編成された内部ユニットの楽曲。
あるねしうむ
- 「naturally」

増田（愛佳）、相良（彩佳）の姉妹デュオ。
Lantana
- 「いとおかし」

北守（梨子）、汐入（尚実）のデュオ。
Eyeslink
- 「sympathy melody」

本郷（優）、森山（薫子）、青山（真美）の3人組。

## 収録曲
| #         | タイトル                       | 作詞      | 作曲            | 編曲                | 歌唱           | 時間  |
| --------- | ------------------------------ | --------- | --------------- | ------------------- | -------------- | ----- |
| 1.        | 「ファイオー・ファイト!」      | 只野菜摘  | 田中秀和        | 田中秀和            | SMILE PRINCESS | 3:38  |
| 2.        | 「ハレ、のちドリーミンぐっ!○」 | 牡丹      | 高田暁          | 高田暁              | SMILE PRINCESS | 4:05  |
| 3.        | 「いとおかし」                 | 只野菜摘  | 田中秀和        | 田中秀和            | Lantana        | 3:40  |
| 4.        | 「naturally」                  | 吉田詩織  | 久下真音        | 久下真音            | あるねしうむ   | 3:54  |
| 5.        | 「sympathy melody」            | 吉田詩織  | 久下真音        | 久下真音            | Eyeslink       | 3:24  |
| 6.        | 「period」                     | 牡丹      | 小高光太郎 UiNA | 石倉誉之 小高光太郎 | SMILE PRINCESS | 4:02  |
| 7.        | 「be Cute」                    | 只野菜摘  | 田中秀和        | 田中秀和            | SMILE PRINCESS | 3:22  |
| 8.        | 「VICTORY SUNRISE」            | 高瀬愛虹  | Tansa           | Tansa 伊藤翼        | SMILE PRINCESS | 5:04  |
| 合計時間: | 合計時間:                      | 合計時間: | 合計時間:       | 合計時間:           | 合計時間:      | 31:09 |

### ユニットメンバー
1. 1 2 3 4  増田里紅、本郷里実、相良茉優、北守さいか、汐入あすか、森山由梨佳、青山吉能
2. ↑  北守さいか、汐入あすか
3. ↑  増田里紅、相良茉優
4. ↑  本郷里実、森山由梨佳、青山吉能
5. ↑  増田里紅、本郷里実、相良茉優、北守さいか、汐入あすか、森山由梨佳